# Agencia de Información Independiente Ucraniana
La Agencia de Información Independiente Ucraniana (en ucraniano: Українське Незалежне Інформаційне Агентство Новин, УНІАН; Ukrayins'ke Nezalezhne Informatsiyne Ahentstvo Novyn; en inglés: Ukrainian Independent Information Agency, UNIAN) es una agencia de información ucraniana de Kiev. Proporciona y produce información política, financiera y comercial.

## Historia
УНІАН fue fundada en marzo de 1993, y es usada en la actualidad por periódicos importantes, televisión y estaciones de radio como sus principales fuentes de información. Tiene casi 500 clientes por internet alrededor del mundo y su galería incluye más de 200 000 imágenes.
La agencia también organiza la rueda de prensa más popular del país, durante cinco horas al día.
Tiene su propia sede en Khreshchatyk, la calle principal de Kiev.

## UNIAN TV
УНІАН también tiene su propio canal de televisión, UNIAN TV. El canal incluye noticias, programas de análisis, deporte, documentales y películas. El director general del canal es Vladyslav Svinchenko.